# Élections municipales de 2008 à Dijon
À Dijon, elles ont opposé notamment François Rebsamen, maire sortant, pour une liste PS/Mouvement démocrate, et François-Xavier Dugourd pour une liste UMP.

## Contexte
Depuis mars 2001, François Rebsamen est le maire de Dijon. Il a succédé à Robert Poujade (RPR), maire de Dijon de 1971 à 2001. Sa majorité compte 43 conseillers municipaux contre 12 à l’opposition UMP (une conseillère municipale de l’opposition a rejoint la majorité de François Rebsamen). François Rebsamen a été élu sur le slogan « Dijon s’éveille », d’où la priorité donnée à l’animation de la ville, la tranquillité publique, l’environnement, le sport, la culture, la démocratie locale, le développement économique, le logement et les transports.

## Enjeux
La victoire, en 2001, de la liste de gauche et de la société civile, menée par François Rebsamen, a été obtenue par un score de 52,14 % contre la liste menée par Jean-François Bazin, RPR (47,86 %).
Au premier tour, la liste menée par François Rebsamen avait totalisé un score de 42,16 %, celle de Jean-François Bazin 39,76 %, la liste Front national menée par Charles Cavin 5,70 %, la liste Mouvement des citoyens menée par Pierre Pertus 5,56 %, la liste Mouvement national républicain menée par Nadine Gillaizeau 2,69 %, la liste Lutte ouvrière menée par Jacqueline Lambert 2,58 % et la liste Parti des travailleurs menée par Lucien Perron 1,55 %.
«  On ne dirige ni une ville ni un pays replié sur son camp. » C'est sur la base de ce constat, établi dans un entretien paru jeudi 23 août, dans l'hebdomadaire Le Point, que François Rebsamen se déclare « favorable » à des alliances avec le Mouvement démocrate (MoDem) pour les élections municipales de mars 2008. « Les candidats présentés par le Parti socialiste doivent chercher le rassemblement le plus large », estime le maire de Dijon, précisant que ce rassemblement devrait s'opérer « sur la base de propositions communes ». 
Finalement, François Deseille, président du MoDem Côte d'Or a annoncé rejoindre la liste de François Rebsamen à Dijon dès le premier tour sur la base d'un programme commun, après validation des instances départementales et nationales.
À la suite de l'accord entre le MoDem et François Rebsamen, la section du PCF refuse (après le vote de ses adhérents) de participer à la liste « Dijon, ensemble » (PS-PRG-Verts-MoDem), et appelle aux rassemblements des hommes et des femmes de gauche autour de la liste "Ensemble, clairement à gauche", conduite par Isabelle de Almeida (PCF), Jean-Louis Enet (Solidarités 21) et Annie Munier-Petit (MRC). Des discussions ont eu lieu concernant la possibilité d'une candidature unitaire entre les 4 listes "à gauche" du PS, mais n'ont pas abouti.

## Candidats officiels

### Union de la gauche et société civile
- François Rebsamen, maire sortant, conduisit la liste de la gauche et des écologistes en 2008 à Dijon.

### UMP, Gauche Moderne, NC, Parti Radical et CNIP
- François-Xavier Dugourd, conseiller municipal de Dijon, vice-président du Conseil général de Côte d'Or

### Liste "Ensemble clairement à gauche"
- Isabelle de Almeida, conseillère régionale PCF, Jean-Louis Enet (Solidarités 21e - "Pour une recomposition vraiment à gauche de la gauche européenne") et Annie Munier-Petit (MRC) conduisit la liste "Ensemble clairement à gauche", soutenue par la fédération du Parti communiste de Côte-d'or.

### Liste Lutte ouvrière
- Jacqueline Lambert, porte-parole de Lutte ouvrière

### Liste «Une vraie gauche pour Dijon»
- Loïc Demay, membre de la LCR soutenu par la LCR et des militants altermondialistes

### liste «Non à la fermeture de l'hôpital général»
- René Carruge, membre du Parti des travailleurs conduisit la liste intitulée « Non à la fermeture de l'hôpital général » soutenue par le parti des travailleurs.

## Résultats[1]
| Tête de liste                                          | Tête de liste           | Liste               | Premier tour | Premier tour | Sièges |  |
| Tête de liste                                          | Tête de liste           | Liste               | Voix         | %            | Sièges |  |
| ------------------------------------------------------ | ----------------------- | ------------------- | ------------ | ------------ | ------ |  |
|                                                        | François Rebsamen*      | PS-Verts-PRG-MoDem  | 27 365       | 56,22        | 45     |  |
| Union de la gauche et société civile                   |                         |                     | 27 365       | 56,22        | 45     |  |
|                                                        | François-Xavier Dugourd | UMP-LGM-NC-PRV-CNIP | 17 701       | 36,36        | 10     |  |
| Union de la droite                                     |                         |                     | 17 701       | 36,36        | 10     |  |
|                                                        | Loïc Demay              | LCR                 | 1 196        | 2,46         |        |  |
| Une vraie gauche pour Dijon                            |                         |                     | 1 196        | 2,46         |        |  |
|                                                        | Isabelle de Almeida     | PCF-MRC             | 1 115        | 2,29         |        |  |
| Ensemble clairement à gauche                           |                         |                     | 1 115        | 2,29         |        |  |
|                                                        | René Carruge            | PT                  | 793          | 1,63         |        |  |
| Non à la fermeture de l'hôpital général !              |                         |                     | 793          | 1,63         |        |  |
|                                                        | Jacqueline Lambert      | LO                  | 509          | 1,05         |        |  |
| Lutte ouvrière faire entendre le camp des travailleurs |                         |                     | 509          | 1,05         |        |  |
|                                                        |                         |                     |              |              |        |  |
| Inscrits                                               | Inscrits                | Inscrits            | 80 532       | 100,00       |        |  |
| Abstentions                                            | Abstentions             | Abstentions         | 30 645       | 38,05        |        |  |
| Votants                                                | Votants                 | Votants             | 49 887       | 61,95        |        |  |
| Blancs et nuls                                         | Blancs et nuls          | Blancs et nuls      | 1 208        | 2,42         |        |  |
| Exprimés                                               | Exprimés                | Exprimés            | 48 679       | 97,58        |        |  |
| * Liste du maire sortant                               |                         |                     |              |              |        |  |